# 徐一俊
徐一俊（：／ Seo Il-jun，1965年5月10日—），大韓民國保守派政治人物，第21屆國會議員。